# La Sculpture de soi
La morale esthétique
La Sculpture de soi : La morale esthétique, est un essai de Michel Onfray publié en 1993 et ayant obtenu la même année le prix Médicis essai, qu’il emporte au premier tour, par 6 voix contre 3 à Régis Debray pour L'Etat séducteur et 1 à Gilles Deleuze pour Critique et clinique.

## Réception critique
Le livre est régulièrement commenté dans les articles de la critique littéraire ou philosophique commentant notamment les aspects de l’œuvre philosophique de Michel Onfray sur l’hédonisme.
Il est réédité en collection Poche en 2005, et fait l’objet alors de nouvelles recensions et critiques littéraires.